# Erz Bach
Erz Bach är ett vattendrag i Österrike.   Det ligger i förbundslandet Steiermark, i den östra delen av landet, 140 km sydväst om huvudstaden Wien.
I omgivningarna runt Erz Bach växer i huvudsak blandskog. Runt Erz Bach är det ganska tätbefolkat, med 60 invånare per kvadratkilometer.